# Xenopelidnota anomala
Xenopelidnota anomala är en skalbaggsart som beskrevs av Hermann Burmeister 1844. Xenopelidnota anomala ingår i släktet Xenopelidnota och familjen Rutelidae. Inga underarter finns listade i Catalogue of Life.